# Злотін Олександр Зіновійович
Олекса́ндр (Авра́м) Зіно́війович Зло́тін (28 серпня 1937 року — 29 червня 2016 року) — відомий радянський і український ентомолог, зав. кафедри зоології Харківського державного педагогічного університету імені Григорія Сковороди. Засновник напряму досліджень «Науково-технічна ентомологія». Доктор біологічних наук (1982), професор (1990).

## Біографія
Олександр Зиновійович народився 28 серпня 1937 року в селищі Семенівка, райцентрі Полтавської області. 
У 1960 році закінчив з відзнакою факультет захисту рослин Харківського сільськогосподарського інституту.
Одержавши диплом, він протягом року працював районним ентомологом, а згодом — молодшим науковим співробітником лабораторії Науково-дослідного інституту добрив та інсектофунгіцидів (1961—1967), старшим науковим співробітником, а з 1973 р. — завідувачем відділу технології промислового отримання коконів та грени Української дослідної станції шовківництва у Мерефі, головним науковим співробітником лабораторії технології промислового виробництва коконів та грени Інституту шовківництва УААН.
З 1986 року О. Злотін почав працювати за сумісництвом професором, а 1990 року перейшов на постійну роботу на кафедру зоології Харківського державного педагогічного університету імені Г. С. Сковороди (ХДПУ). Він завідував кафедрою (1993—2001) і викладав навчальні дисципліни: «Екологія людини», «Біогеографія», «Основи наукових досліджень», «Біоіндикація» «Шовківництво», «Біологічні ресурси гідросфери», «Еволюція тваринного світу», «Теорія еволюції гідробіонтів». З 1994 року О. З. Злотін завідував сектором біології і кафедрою зоології ХДПУ і продовжував працювати в Інституті шовківництва (за сумісництвом).
Олександр Зіновійович захистив кандидатську (Харківський державний університет, 1960), а потім докторську (Ленінград, Всесоюзний інститут захисту рослин, 1982) дисертації, здобув звання професора.
29 червня 2016 року вчений помер.

## Наукова та науково-педагогічна діяльність
О. З. Злотін — один із засновників технічної ентомології як такої. Він сформулював теоретичні основи цієї наукової галузі, написав перше керівництво з технічної ентомології, що не мало аналогів у світовій літературі (дивись наступний розділ). Його перу належить і перше керівництво з селекції та контролю якості культур комах.
О. З. Злотіним та його учнями вперше в світовій практиці вирішений ряд практичних проблем: одержання грени із заданою експозицією відкладки, оптимізація культури тутового шовкопряда за життєздатністю та продуктивністю тощо.
Разом з учнями він запропонував низку нових прийомів і методів з відбору селекційного матеріалу, оптимізації застосування біостимуляторів, контролю якості культур комах, біоіндикації екологічного стану середовища та ін. Він одержав понад 30 авторських свідоцтв та патентів. Зокрема, на спосіб кріоконсервації сперміїв тутового шовкопряда,спосіб підвищення життєздатності та продуктивності шовковичного шовкопряда та ін.
Професор О. З. Злотін створив наукову школу технічних ентомологів в Україні. Під його керівництвом захищено 25 кандидатських дисертацій, він консультував виконання 5 докторських дисертацій. Вчений був членом редколегій наукових періодичних видань: «Известия Харьковского энтомологического общества», «Вісник Харківського національного аграрного університету. Серія Біологія», «Український ентомологічний журнал». О. З. Злотін брав участь у багатьох міжнародних наукових зібраннях. Його обрали членом Академії наук вищої школи України (1990) і академіком громадської Міжнародної академії наук екології, безпеки людини і природи (МАНЕБ, 1997), дійсним іноземним професором Шенсійського (Китай) інституту шовківництва, він консультував ФАО із шовківництва (1994—1996). Він став переможцем конкурсу «Вища школа Харківщини. Кращі імена».
Відомості про О. З. Злотіна внесені до десятків західних біографічних довідників («Хто є хто: інтелектуали», «Людина вищих досягнень», «Екологи світу», «Діячі медицини та природознавства» тощо). Вченого обирали почесним членом Українського ентомологічного товариства та почесним професором Харківської державної зооветеринарної академії. Ось як характеризували його колеги, поздоровляючи Олександра Зіновійовича з ювілеєм:
 «Олександр Зиновійович невтомна і небайдужа людина, у якої органічно поєднуються доброта і принциповість, надзвичайна вимогливість до себе і доброзичливість до колег. Він вміє бути вищим від обставин і мудро навчає цього інших. Професор О. З. Злотін причетний до наукового поступу без перебільшення сотень вчених з різних галузей біологічних і суміжних наук. Він уміє порадити і розрадити, спілкуючись з ним, колеги набувають впевненості. Він створює свою унікальну екологічну нішу людяності, інтелігентності, взаємної довіри»

## Основні публікації
- Насекомые служат человеку.  Киев: Урожай, 1986.
- Насекомые — друзья и враги человека. 1987.
- Цитогенетика и шелководство. Київ: Наукова думка, 1988. 80 с.
- Техническая энтомология. Київ: Наукова думка, 1989. 182 с.
- Всё о пчелах: справочное пособие. Київ: Наукова думка, 1990. 168 с.
- Летающие цветы.  Київ: Урожай, 1991.
- Занимательное шелководство. Изд. 3-е, доп. и перер. Київ: Урожай, 1992. 144 с.
- Микитюк О. М., Злотін О. З. Словник з екології: українсько-російський-англійський-німецький-французький.  Харків: ХДПУ, 1995.
- Злотин А. З., Головко В. А. Техническая энтомология: русско-украинский толковый словарь. Харьков: РИП «Оригинал», 1995. 180 с.
- Злотин А. З., Головко В. А. Селекция и контроль качества культур насекомых. Харьков: Оригинал, 1995. 176 с.
- Энциклопедический словарь по шелководству. В. А. Головко, А. З. Злотин, И. А. Кириченко, И. Г. Плугару и др. Харьков: РИП «Оригинал», 1995. 221 с.
- Використання шовковичного шовкопряда як біоіндикатору для визначення залишків інсектицидів у навколишньому середовищі: метод. рекомендації. О. З. Злотін [та інші]. Харків: Оригінал, 1996. 32 с.
- Бегека А. Д.; Злотін, О. З.; Бойчук, Ю. Д.; Чепуран, Н. П.; Кириленко, В. О Лабораторні культури комах. Харьков: [б.в.], 1996. 384 с.
- Страшко О. Э., Головко В. А., Злотин А. З. Методы регулирования диапаузы у насекомых и анализ их состояния. Харьков: Оригинал, 1997. 32 с.
- Мухина О. Ю., Головко В .А., Злотин А. З. Биологические основы применения биостимуляторов при культивировании насекомых. Харьков: РИП «Оригинал», 1997. 84 с.
- Злотін О. З., Бойчук Ю. Д., Головко В. О. Культура дубового шовкопряда у школі: метод. рекомендації для студ. природничих фак. пед. вузів та вчителів шк. Харків: Оригінал, 1997. 60 с.
- Галанова О. В., Головко В. А., Злотин А. З. Оценка и прогнозирование качества пород и гибридов тутового шелкопряда. Харьков: Оригинал, 1998. 76 с.
- Злотин А. З., Головко В. А. Экология популяций и культур насекомых. Харків: Оригинал, 1998. 231 с.
- Микитюк О. М., Злотін О. З., Бровдій В. М., Грицайчук В. В., Бегека А. Д. Екологія людини: підруч. для студ. вищих навч. закладів. 2.вид., випр. і доп. Харків: ХДПУ «ОВС»: ОВС, 2000. 208 с.
- Головко В. О., Руденко Є. В., Злотін О. З., Кириченко І. О. Хвороби та шкідники свійських комах. Харків: ЧП Гребенюк, 2005.
- Злотін А. З., Маркіна Т. Ю. Правило залежності інтенсивності прояву таксисів від рівня життєздатності популяцій, на прикладі комах. Доповіді Національної академії наук України. 2009. № 1. С. 137-139
- Злотін А. З., Маркіна Т. Ю, Експрес-метод добору вихідного біоматеріалу для створення культур комах. Український ентомологічний журнал. 2013, № 6. С. 69-72[10].

Загалом Олександр Зиновійович є автором та співавтором понад 450 публікацій, в тому числі 50 книжкових (монографії, підручники, навчальні посібники, довідники, словники, брошури, науково-популярні видання), деякі з них перекладені за кордоном. Перелік його публікацій дивись також на.

## Відзнаки та нагороди
- золота медаль «За сприяння світовому прогресу».